# Ponte Re
Ponte Re è una frazione del comune di Barghe in provincia di Brescia.